# Moraea
Moraea é um género botânico pertencente à família Iridaceae. O grupo de géneros entretanto colocados em sinonímia com Moraea são por vezes designados por subtribo Homeriinae (da tribo Irideae).